# Кошмар Дженкина
Кошмар Дженкина («аргумент заболачивания», англ. swamping argument) — принципиальное возражение против теории Дарвина о постепенном образовании новых биологических видов путём сохранения благоприятного признака естественным отбором, выдвинутое английским инженером Дженкином. Согласно ему, случайно появившийся у отдельной особи полезный признак в группе организмов (популяции) постепенно будет нивелирован скрещиванием с обычными особями. Это логическое затруднение преодолено с созданием популяционной генетики.
В статье Дженкина «болотный аргумент» был призван лишь подкрепить его ошибочное убеждение в том, что путём естественного (или искусственного) отбора всякий признак может изменяться лишь в ограниченных пределах. Кроме того, он утверждал, что после снятия давления естественного либо искусственного отбора популяция должна вернуться к её «естественному» состоянию. «Аргумент заболачивания» был выдвинут для того, чтобы показать, что случайное отклонение от «нормы» не сможет вызвать изменения популяции в целом.

## История
В июне 1867 года в журнале «North British Review» вышла в свет статья Дженкина под названием «Происхождение видов», где критиковалась идея естественного отбора как движущей силы эволюции. Главный пункт возражения Дженкина — поглощающее влияние свободного скрещивания. Чтобы понять его суть, предположим, что в популяции появилась особь с более удачным признаком, чем у существующих особей. Но скрещиваться она вынуждена будет только с особями с «нормальными» признаками. Поэтому через несколько поколений удачное новоприобретение неизбежно будет поглощено «болотом» обычных признаков.

…Представим себе белого человека, потерпевшего кораблекрушение на острове, населённом неграми… Наш выживший герой, возможно, станет среди них королём; он убьёт очень много чернокожих людей в борьбе за выживание; он заведёт очень много жён и детей, в то время как множество его подданных будут жить холостяками и умрут холостяками… Качества и способности нашего белого человека несомненно помогут ему дожить до глубокой старости, но даже его длинной жизни явно не хватит для того, чтобы кто-то из его потомков в каком-либо поколении стал полностью белым… В первом поколении будет несколько дюжин смышлёных молодых мулатов, чей ум будет в среднем превосходить негритянский. Нас не удивит, что трон в течение нескольких поколений будет принадлежать более или менее желтокожему королю; но сможет ли поверить кто-то, что население всего острова постепенно станет белым или пусть даже жёлтым?..
В нашем случае признак попал в исключительно благоприятные условия, способствующие его сохранению, — способствующие, и всё же неспособные закрепить и сохранить его.
Оригинальный текст (англ.)... Suppose a white man to have been wrecked on an island inhabited by negroes.... Our shipwrecked hero would probably become king; he would kill a great many blacks in the struggle for existence; he would have a great many wives and children, while many of his subjects would live and die as bachelors.... Our white's qualities would certainly tend very much to preserve him to good old age, and yet he would not suffice in any number of generations to turn his subjects' descendants white....  In the first generation there will be some dozens of intelligent young mulattoes, much superior in average intelligence to the negroes. We might expect the throne for some generations to be occupied by a more or less yellow king; but can any one believe that the whole island will gradually acquire a white, or even a yellow population...?

Here is a case in which a variety was introduced, with far greater advantages than any sport every heard of, advantages tending to its preservation, and yet powerless to perpetuate the new variety.
— Флеминг Дженкин, «Происхождение видов» (1867)
По Дженкину, полезный признак мог сохраниться только в случае его возникновения сразу у большого числа особей и в короткий промежуток времени (в одном поколении). Но тогда идея неопределённой и случайной изменчивости теряет смысл, и в силу вступают односторонние и закономерные изменения.
Ошибка Дженкина заключалась в том, что признаки, закрепляемые отбором, не уменьшаются при скрещивании, а передаются в полном объёме (нивелирующий эффект скрещивания просто не существует), либо не передаются вовсе, это определяется при скрещивании. Цвет кожи в данном случае — плохой пример, так как является сложным набором множества мутаций. Но ему это помешала понять идеологическая необъективность в оценке человеческих рас (которая была в XIX веке нормой) — в действительности на территории, где обитает племя чернокожих аборигенов, именно их признаки являются лучшими для выживания, тогда как белый человек будет носителем неблагоприятных для местности признаков, в частности будет страдать от солнечных ожогов, а также маловероятно, что он сможет выжить в чуждой культурной среде.
Ознакомившись с возражениями Дженкина, Дарвин счёл, что их правильность «едва ли может быть подвергнута сомнению» и называл их «кошмаром Дженкина». В письме своему другу ботанику Джозефу Гукеру от 7 августа 1869 года Дарвин писал о статье Дженкина: «Знаете, я почувствовал себя очень приниженным, закончив чтение статьи».
В шестом издании «Происхождения видов» Дарвин был вынужден пойти на целый ряд принципиальных изменений проламаркистского характера: увеличение роли определённой изменчивости, признание появления её сразу у большого числа особей, признание большого значения наследования приобретённых признаков и т. д.

## Возражения Альфреда Беннетта
В 1870 году в журнале «Nature» была опубликована статья первого помощника редактора журнала, ботаника
Альфреда Уильяма Беннетта под названием «Теория естественного отбора с математической точки зрения», где высказывались соображения, сходные с идеями Дженкина. Суть их сводилась к следующему. Допустим, для получения полезного признака требуется 10 поколений, причём в каждом признак может изменяться 20 способами. В таком случае для обнаружения полезного признака требуется перебрать 2010 особей. Пусть численность особей в популяции не превышает 106. В этом случае для образования нового признака понадобится 1013 особей, или 107 поколений. Следовательно, естественный подбор не может быть эффективным как фактор образования новых видов.
Возражения Дженкина основывались на непрерывной теории наследственности. Открытие дискретности наследственного материала позволило преодолеть «кошмар Дженкина». Генетика показала, что ген признака может не подвергаться естественному отбору, находясь в рецессивном состоянии, однако и здесь появились новые проблемы, раскрытые биологом Холдейном (см. дилемма Холдейна). Хотя новый полезный признак и не пропадает бесследно в генофонде популяции, его распространение в ней может быть процессом очень длительным, причём успех вовсе не гарантирован.
По мнению Ф. Г. Добржанского, С. С. Четвериков был первым, кто опроверг доводы Дженкина.

## Формальное выражение
{\displaystyle \operatorname {Var} (z_{\text{o}})=\operatorname {Var} [(z_{\text{m}}+z_{\text{f}})/2]={\frac {1}{2}}\operatorname {Var} (z_{\text{parents}}),}
где z — целое число, условно обозначающее наследственную «ценность» особи/признака (англ. phenotypic value of an individual): zm — матери, zf — отца, zo — потомка; чем больше число, тем полезнее признак. Var(z) — степень изменчивости признака.
В биологии XIX века полагалось, что наследственный материал отца количественно смешивается с наследственным материалом матери, порождая потомка (теория слитной наследственности, blending inheritance). Иными словами, наследственность потомка представлялась как «среднее арифметическое» наследственного материала отца и матери. Например, растение с красным цветком и растение с белым рождают растение с розовым цветком; у высокого отца и низкорослой матери рождается ребёнок среднего роста и т. д. Расчёты Дженкина показывают, что если допускать теорию слитной наследственности, то видообразование, описанное Дарвином, не может происходить, так как случайно появившийся «полезный» наследственный материал с каждым поколением будет элиминирован разбавлением в неизменённом наследственном материале.
О работе Грегора Менделя (1866), согласно которой признаки передаются по наследству каждый отдельными корпускулами, ни Дарвин, ни Дженкин не знали. Российский писатель и палеонтолог Кирилл Еськов, однако, считает по-другому: «…Исчерпывающее решение парадокса, сформулированного Дженкинсом (так в тексте), Дарвин держал в руках в самом буквальном смысле слова. Решение это, заключающееся в дискретности наследственного кода, было чёрным по белому прописано в книге основоположника генетики Менделя, которую Дарвин читал (об этом достоверно известно) — но совершенно не оценил…». Но следует помнить, что главный научный труд Менделя «Versuche über Pflanzenhybriden» не «книга», как полагает Еськов (Мендель не был автором книг), а сравнительно небольшая статья.

## Комментарии
1. ↑  В XIX веке «жёлтая» раса рассматривалась как помесь белой и чёрной.